# 中華民國憲兵

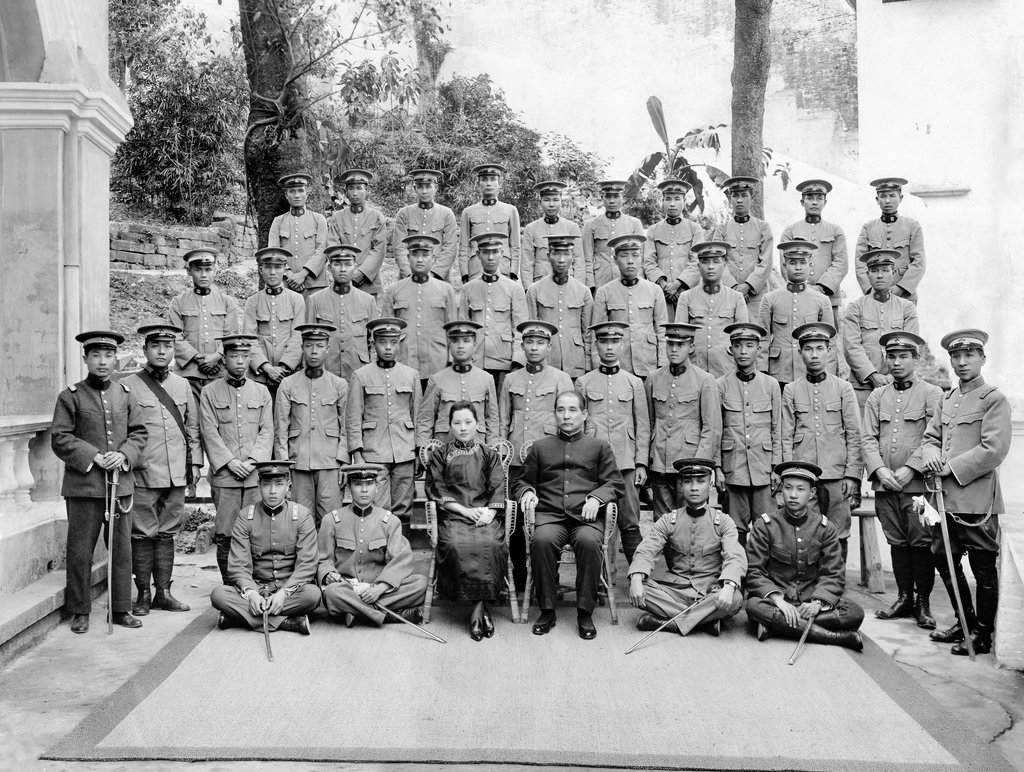
1922年孫中山、宋慶齡在廣東廣州陸海軍大元帥大本營與總統府憲兵官兵合影

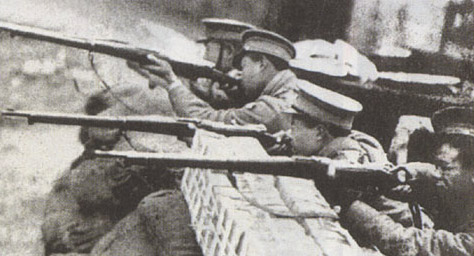
1932年於一二八事變中參與戰役的中華民國憲兵

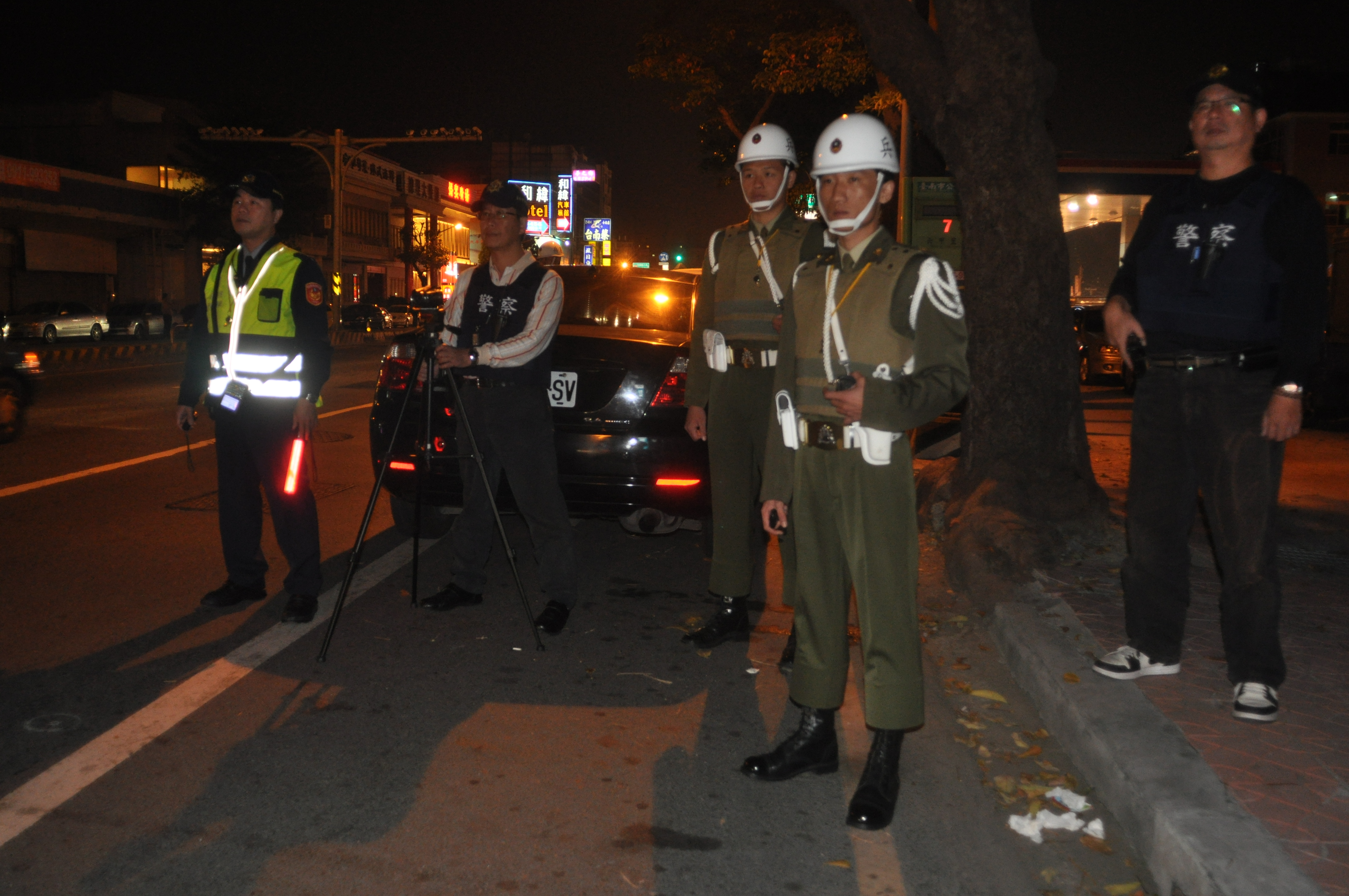
2013年2月1日，臺南市政府警察局第五分局春安工作因執行路檢工作，為強化勤務效率，在春安工作期間協請臺南憲兵隊共同勤務，共同維護治安和交通工作。

中華民國憲兵，為中華民國國軍中具有軍法、司法警察權力的執法部隊；其管轄機關原為直屬中華民國國防部憲兵司令部，2012年降編為參謀本部憲兵指揮部，2021年5月後改為直屬國防部。因具有執法權，並擁有獨立的指揮、人事、後勤補給系統，故不隸屬於國防部陸軍司令部，其地位類似於古代之禁軍、禁衛軍，主要任務之一是保護中華民國總統和中華民國副總統。

## 憲兵歷史

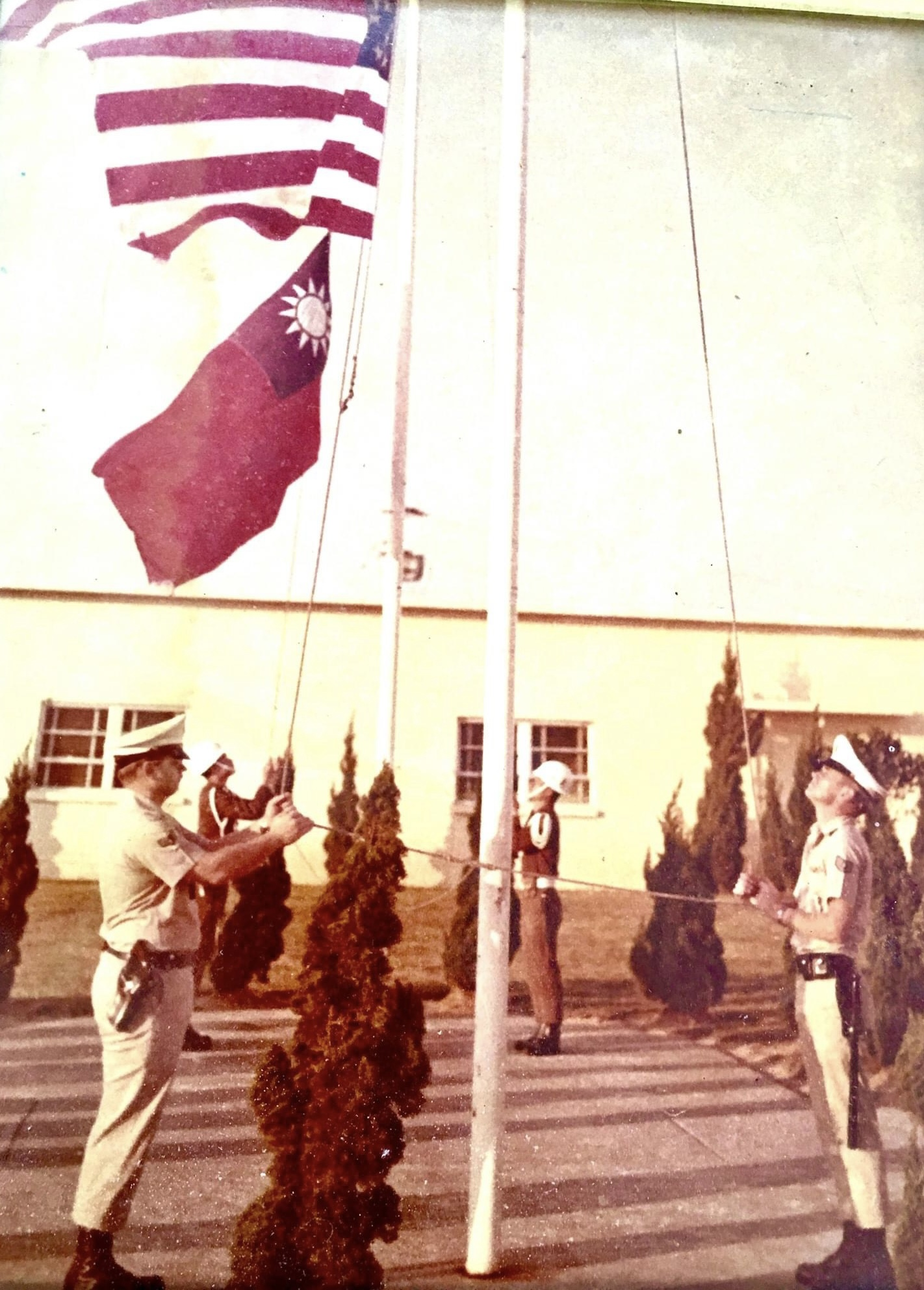
1973年，清泉崗基地的升旗儀式，由美國空軍憲兵與國軍憲兵部隊負責

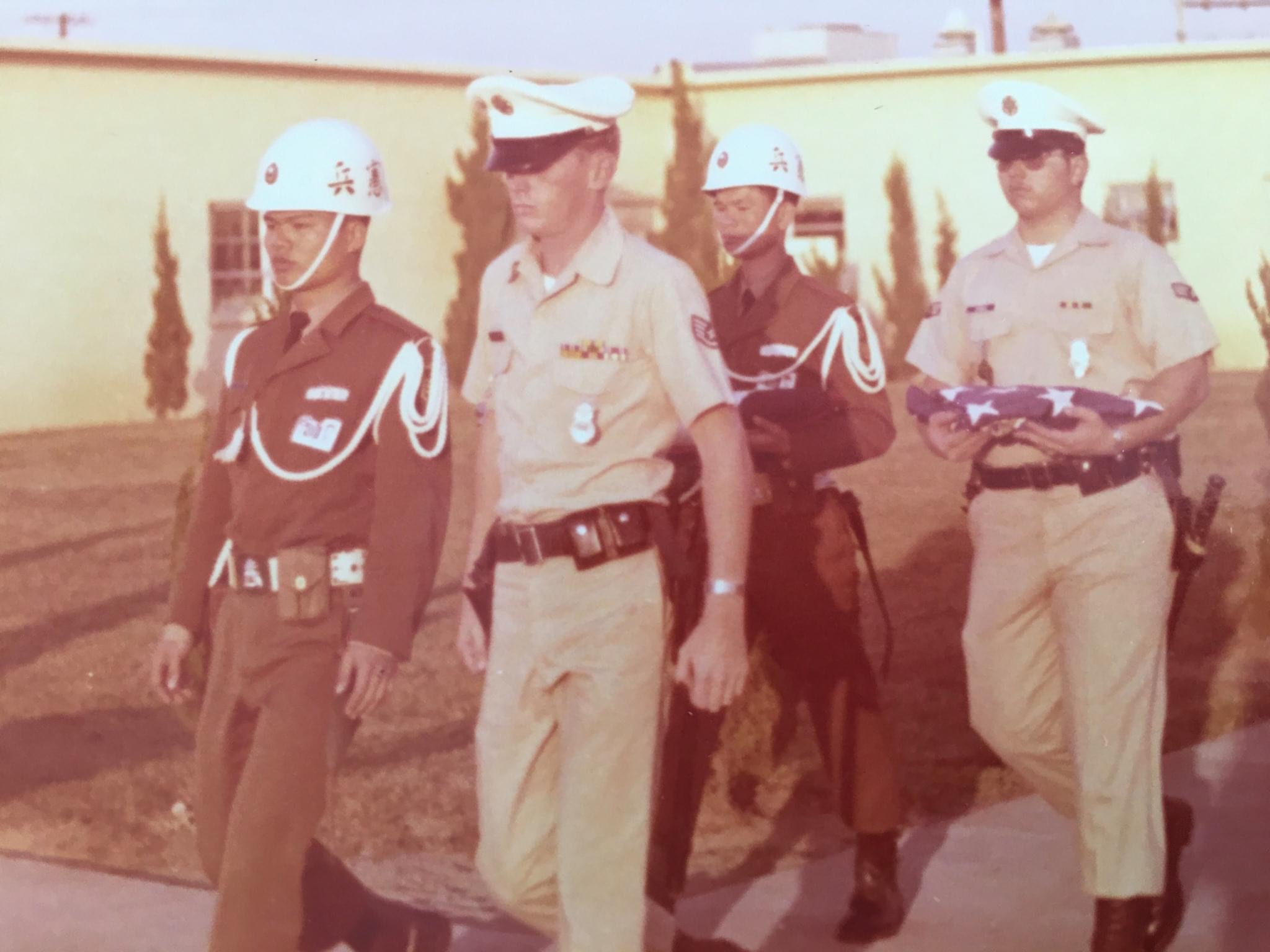
1973年，清泉崗基地的升旗儀式，由美國空軍憲兵（右）與國軍憲兵部隊（左）負責

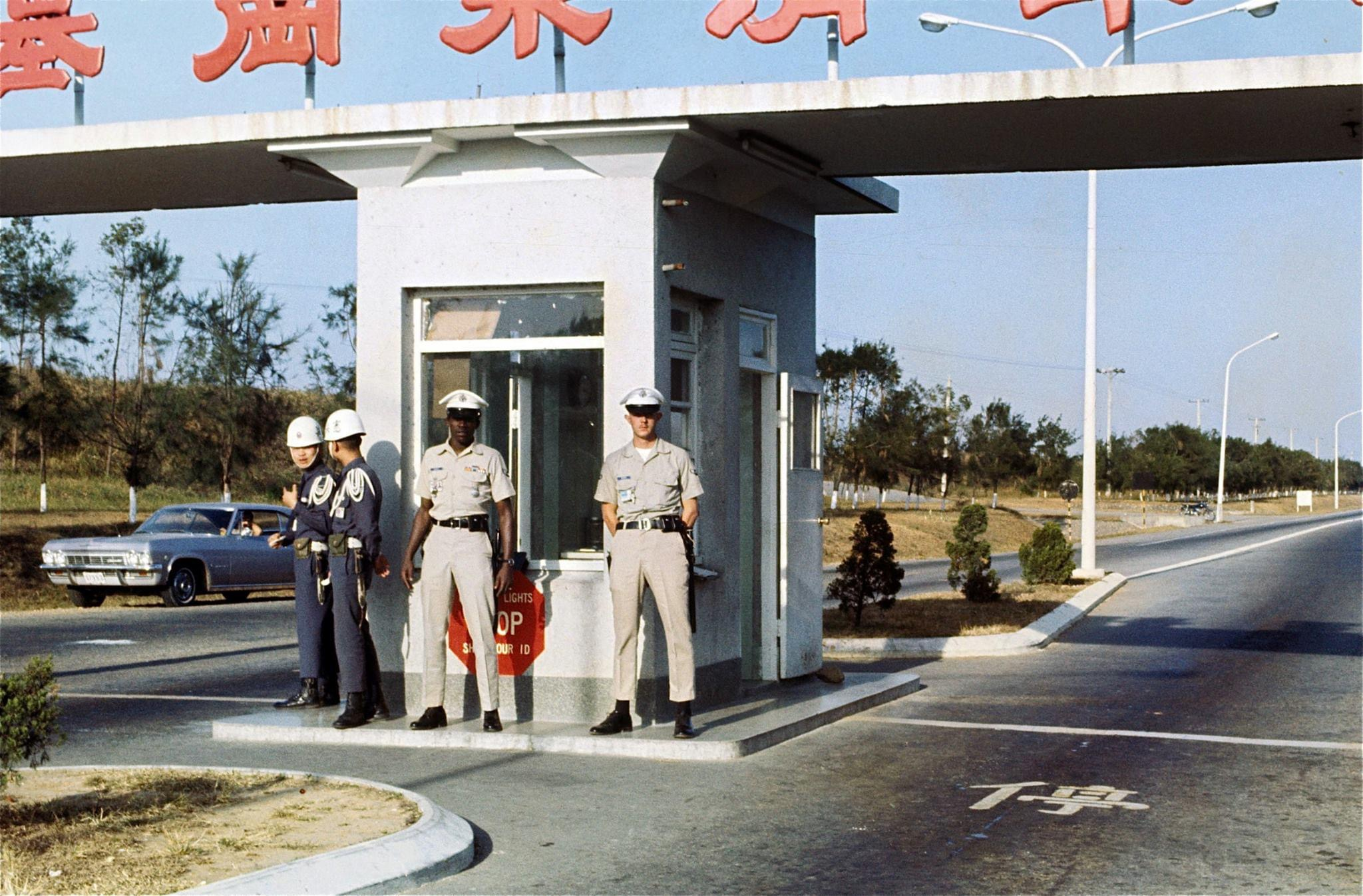
清泉崗空軍基地大門，美國空軍憲兵（右）與國軍空軍憲兵（左）的聯合衛哨，攝於1969年

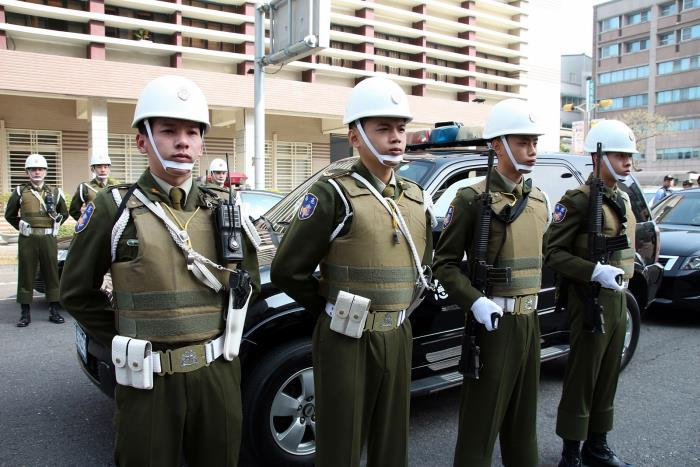
嘉義憲兵隊參與2014年臺灣嘉義縣嘉義市春安工作

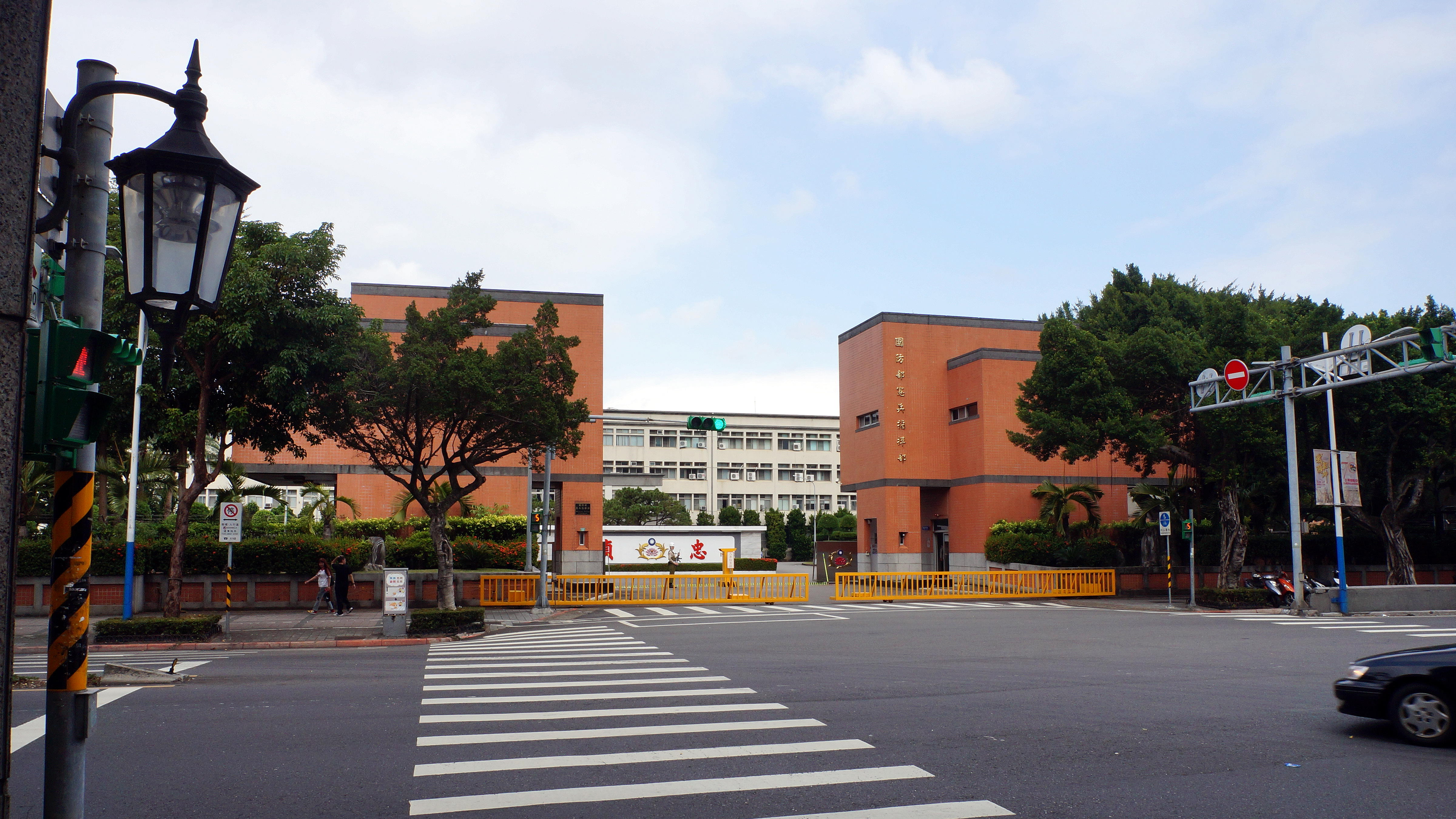
國防部憲兵指揮部正門

中華民國建立前的中國近代憲兵（並非九門提督）始自清朝光緒二十六年（1900年）因義和團之亂八國聯軍攻陷北京，1901年清廷訂結辛丑條約，聯軍撤離北京，清廷乃在北京成立「京師善後協巡營」維持京畿治安。
光緒三十一年（1905年）清廷變法，推行新政，派載澤、徐世昌、紹英赴日本考察，返國後乃倣傚日本憲兵制度，由慶親王和日本訂立合約，聘請日本籍顧問川島康浪（日本憲兵軍官）於同年在大沽口創設憲兵學堂，正式採用「憲兵」名稱。續於光緒卅二年在北京設置「陸軍警察所」，指揮編成「陸軍警察營」糾察軍紀。
中華民國的憲兵是由孫中山在民國十二年（1923年）在廣州大本營創建憲兵，經由蔣中正培育壯大，正式編組憲兵；1932年成立憲兵司令部，同年國民政府頒布《憲兵勤務令》，使憲兵部隊的編組、指揮、訓練、勤務等各種制度得以確立；1936年創設憲兵學校，蔣中正兼任首任校長。

### 中國大陸時期
- 1923年，孫中山於廣州大本營創建憲兵。
- 1924年11月，黃埔陸軍軍官學校二期筹办宪兵科。1925年4月黃埔陸軍軍官學校宪兵科开学，1926年2月毕业。如易安华。
- 1925年，國民革命軍以黃埔軍校第三期部份學生及隨軍警衛學兵連混編，正式成立憲兵連，為憲兵建軍之嚆矢。十月蔣中正校長於廣州成立憲兵訓練所，並將憲兵連擴編為憲兵營。
- 1926年，何應欽將軍所部國民革命軍第一軍駐紮東江，並於東江成立憲兵隊，東江憲兵隊為國軍地區憲兵隊之始。7月憲兵營整編為三個憲兵連，改組成立憲兵團隨國民革命軍北伐。
- 1928年，憲兵團改編為憲兵第一團，並增設憲兵第二團，駐守南京市。
- 1929年初北伐統一，在青岛正式成立憲兵司令部，任命吳思豫為憲兵司令統率憲兵第一團、第二團，並令率兩團憲兵由南京北上接收青島、濟南，任務完成後撤消憲兵司令部。5月憲兵第一團、第二團圍剿膠東土共顏震部，俘團長以下幹部數十人。12月憲兵第二團進討石友三。
- 1930年，武漢行轅憲兵團改為憲兵第三團，後改編為特務營；另組憲兵第四團，後改編為警衛旅。2月憲兵第二團剿平太湖股匪，處決匪酋大保阿書；參加皖南剿匪，斃重要匪幹六十餘人。
- 1931年，創辦憲兵教練所，於蘇州成立憲兵第三團，首任團長蔣孝先。
- 1932年1月16日，於南京市瞻園路126號以首都衛戍司令部與陸海空軍總司令部憲警處合併成立憲兵司令部，首任憲兵司令谷正倫中將。成立初期，設憲兵司令、副司令、參謀長，下設13個處、3個所和1个直屬科。13個處包括人事、勤務、訓練、情報、逮捕、審訊、判決等，3個所是看守所、修械所和檢診所。4月創辦憲兵軍官講習會，聘薩孟武及日本憲兵少佐加藤薄次郎、大尉長友次男等人為教官，教育幹部。7月成立憲兵教導總隊。8月20日國民政府頒布《憲兵勤務令》，律定憲兵主掌軍事警察，兼任行政警察與司法警官；同日軍政部公佈《憲兵服務章程》，確立憲兵制度，明定憲兵職掌。9月成立憲兵特警第一隊。
- 1933年2月，憲兵第二團擔任國際聯盟調查團團長李頓來華調查九一八事變之警衛工作。3月憲兵第三團移駐北平，蔣孝先將軍兼任北平憲兵副司令，指揮憲兵第三團與憲兵第四團，偵破中國共產黨「河北省委」、「北平市委」等案。5月撤銷教導總隊，改編為憲兵第六團；裁撤憲兵教練所、憲兵軍官講習會，於南京江寧成立憲兵訓練所，谷正倫將軍兼任所長；成立第一屆憲兵教導團，團長張鎮。
- 1934年6月日本為尋侵華藉口，密令駐南京大使館副領事藏本英明隱匿行蹤，偽稱失蹤已遭中國人殺害，派軍艦開抵下關要脅；後為憲兵查獲躲藏於明孝陵衛，遂平息日本陰謀。
- 1936年2月，憲兵第四團參加福清剿匪，斃重要匪幹十餘人。3月擴編憲兵訓練所為憲兵學校，國民政府軍事委員會委員長蔣介石兼任校長，憲兵司令谷正倫將軍任教育長。10月特警第一隊於南京成功偵取日本大使川越茂機密外交文件，並偵破漢奸行政院簡任秘書黃浚與其子黃晟對日本密報國軍「江陰封鎖」計畫以致封鎖行動失敗一案，緝獲嫌犯21名。12月憲兵第一團於西安事變護衛蔣介石，侍衛長蔣孝先將軍、憲兵第一團團長楊鎮亞與團副蔣堃以下殉難官兵百餘人，後以紀念該事件，國民政府令頒12月12日「雙十二」為「憲兵節」。
- 1937年12月南京保衛戰，憲兵教導第二團奮勇抗敵傷亡殆盡，憲兵司令部副司令蕭山令壯烈殉國。特警第二隊於敵後工作，遭漢奸出賣，杜靜波十餘名烈士殉職。
- 1938年，憲兵第七團參加武漢會戰。
- 1939年，成立第七屆憲兵教導團第一～八團。
- 1940年11月，憲兵司令谷正倫將軍調任甘肅省政府主席，賀國光將軍繼任第二任憲兵司令。
- 1941年1月，憲兵第八團、第十五團解決新四軍皖南事變。成立憲兵第十九團、第二十團。
- 1942年4月，憲兵第二十團參加福州戰役。
- 1943年3月，憲兵司令賀國光將軍調任重慶衛戍司令，張鎮將軍繼任第三任憲兵司令。此時有27個憲兵團，3個獨立營，3個教導團。
- 1944年4月，憲兵第十四團參加豫湘桂會戰。
- 1945年4月，憲兵第十六團參加粵北會戰。8月日本降使今井武夫至芷江向國軍投降，憲兵第十團、第二十一團擔任戒護。
- 1945年底，憲兵司令部設中將司令、少將副司令、少將參謀長、辦公室、人事科、總務處（轄第一、二、三、四科）、警務處（轄第一、二、三、四、五、六科）、軍法處、軍械處、軍需處、軍官處、會計室。1947年警務處改稱第二處，下設“情報”、“組織與保防”及“刑事警察”3個科。
- 1946年11月，憲兵第九團、第十六團擔任南京制憲國民大會警衛勤務。
- 1947年2月，憲兵第四團及憲兵第二十一團第一營抵達臺灣處理二二八事件。
- 1947年7月27日，駐滬憲兵第二十三團第七連、第八連在上海與上海市警察局新成分局爆發激烈流血衝突事件，以致上海市警察局全員罷工，此即上海警憲衝突。
- 1948年，憲兵第十六團在南京擔任第一屆國民大會第一次會議警衛勤務。
- 1949年，憲兵第一團第七連參加福建省金門縣古寧頭戰役。

### 臺灣時期
- 1950年3月1日[需要較佳来源]，改組原駐臺灣之憲兵司令部東南指揮所，於臺灣臺北市涼州街恢復成立憲兵司令部。同年將由中國大陸撤回臺灣之憲兵第一、三、十八團官兵與原駐臺之憲兵第四、八團統合整編，改組為憲兵第一、四、七、八、九團及幹部訓練班、特務營、通信隊、軍樂隊、特高組等，原國防部及各軍種總司令部警衛營納編為憲兵獨立營，原駐大陸之憲兵司令部西南指揮所則因國共戰爭失利潰散。

- 1952年5月14日，中華民國駐日本東京憲兵隊官兵，由隊長李建武上尉率領下搭乘輪船招商局海隴輪撤回臺灣。

- 1953年，擴編幹部訓練班。5月，憲兵學校在臺復校於臺北縣三重鎮（今新北市三重區）。

- 1954年1月，派遣海外憲兵執勤，由陸軍第五十、八十軍各派憲兵一排與憲兵第八團第六連組成一連兵力前往朝鮮半島接運韓戰爆發後受困的一萬四千名「反共義士」，於1月23日成功返回臺灣，中央政府遂定該日為一二三自由日。

- 1955年5月25日起，憲令部受總政治部密報舉發孫立人兵變而拘捕其舊部300餘名並以匪諜罪誣陷入獄，成為臺灣白色恐怖時期的政治迫害事件[8][9]；孫立人上將被軟禁33年至1988年蔣經國逝後才獲釋；關鍵證人郭廷亮則於1991年離奇死亡[10][11]。

- 1956年，裁撤憲兵第一、七團，憲兵第八、九團改編為憲兵第201、202團，各憲兵營整編番號為憲兵第211、212、213、214、215、216、221、222營。9月憲兵新兵訓練大隊改編成立憲兵訓練指揮部，1961年5月16日擴編為憲兵訓練中心。

- 1963年10月10日，憲兵第???營參加「復漢演習」建國五十二年雙十節國慶閱兵大典

- 1964年10月10日，憲兵第???營參加「興漢演習」建國五十三年雙十節國慶閱兵大典

- 1970年1月，裁撤憲兵第201、202、203團等三個團部，改組整編為憲兵第201、202、203、204四個指揮部。5月，憲兵學校遷至臺灣省臺北縣五股鄉（今臺灣新北市五股區）。

- 1975年10月10日，憲兵第？？？營參加「大漢演習」建國六十四年雙十節國慶閱兵大典。

- 1977年，實施「靖安一號專案」，納編原臺灣警備總司令部北、中、南三個警備營為憲兵第239、240、241營。12月，成立憲兵特勤隊(MPSSC)。

- 1978年10月10日，憲兵第？？？營參加「漢威演習」建國六十七年雙十節國慶閱兵大典。

- 1979年、1980年實施「靖安二號專案」、「靖安三號專案」，納編陸軍特種作戰第三一、四二、六三、二四總隊共計十六個大隊及駐臺灣澎湖五德陸軍第五十三空降獨立旅，改組整編為憲兵第205、206指揮部及憲兵第311、312、313、314、315、316、317、318、319、320、321、322、323、324、325、326、327、328、329、330、331、332營。

- 1981年10月10日，憲兵第330營參加「漢武演習」建國七十年雙十節國慶閱兵大典。

- 1982年10月10日，憲兵第219營參加建國七十一年雙十節國慶大典。

- 1984年裁撤憲兵第206指揮部。

- 1986年、1987年實施「靖安四號專案」，調整擴編憲兵營兵力及調查組與任務型態，以各調查組兼任憲兵隊任務，使警衛區與作戰區互相結合，發揮統合力量及協助維護社會治安功能。

- 1986年11月1日，成立裝甲憲兵第一營。

- 1988年10月10日，憲兵第332營參加「光武演習」建國七十七年雙十節國慶閱兵大典。

- 1989年5月13日，發生憲兵直潭淨水廠槍擊事件

- 1990年，為配合內政部警政署執行漁港、商港安全檢查任務需要，實施「靖安五號專案」，增編成立憲兵第333營。

- 1991年10月10日，憲兵第332營參加「華統演習」建國八十年雙十節國慶閱兵大典。

- 1992年8月1日，因應台灣警備總司令部解散，台北市的防衛任務由憲兵司令部接管。

- 1993年起，配合國軍兵力精簡，移編九個憲兵營至海岸巡防司令部（憲兵第212、214、215、216、219、221、230、319、328營）。

- 1995年6月13日發生憲兵光復橋事件，8月裁撤憲兵第201指揮部（憲兵第227營同時解編）。

- 1999年再移編憲兵第224、241營至海岸巡防司令部。

- 2004年11月2日憲兵學校合併林口憲兵訓練中心改制為「憲兵學校林口校區」。

- 2005年為因應臺北首都衛戍區防衛任務需求，改編兩個憲兵營為憲兵砲兵營及裝甲憲兵營第二營。

- 2006年1月1日實施「和平專案」，納編原空軍警衛部隊十個警衛營為憲兵第350、351、352、353、354、355、356、357、358、359營[12]。

- 2011年實施「鐵衛專案」，改編憲兵第350、351、352、353、354、355、356、357、358、359營為空軍警衛憲兵第一、二、三、四、五、六、七、八、九、十、十一、十二中隊與海軍警衛憲兵第一、二營。

- 2013年，國防部組織調整後，降編更名為「國防部參謀本部憲兵指揮部」，司令和副司令也更名為指揮官和副指揮官，指揮官維持中將，副指揮官降為少將。另地區指揮部除202負責首都衛戍區，指揮官維持少將編階外，203-205指揮部指揮官降為上校。

- 2014年4月1日，憲兵學校銜稱改為「憲兵訓練中心」。

- 2016年2月19日，政戰局擅權指揮202指揮部臺北憲兵隊違法調查、拘捕並扣押民眾所持過往50、60年代的戒嚴時期文獻[13][14]，經媒體報導後國會與輿論譁然，引起臺灣白色恐怖再現的疑慮[15][16]，後續報告懲處指揮官許昌中將以下多名軍官[17]。

- 2016年9月，憲兵訓練中心龜山校區陸續回防五股校本部。

- 2021年5月21日，立法院三讀通過國防部組織法修正案後，改為直屬國防部機關「國防部憲兵指揮部」。7月1日，203指揮部、204指揮部，指揮官編階由上校調升為少將[18]。

- 2024年新編憲兵第261營、262營、263營、264營，強化台北衛戍任務，每個營轄下5個連，每個營比照聯兵營充實到673人，兵員需求約3,000人[19]。

## 憲兵歷任首長

### 司令
| 任次 | 任期                          | 圖像 | 姓名       | 備註 |
| ---- | ----------------------------- | ---- | ---------- | --- |
| 1    | 1932年1月16日－1940年11月30日 |      | 谷正倫中將 | 非憲兵科出身，到日本士官學校學習炮兵。有「現代中國憲兵之父」之譽，並揭示「不說謊，不作假，守本分，盡職責」為中華民國憲兵官兵座右銘。 |
| 2    | 1941年1月1日－1943年3月15日   |      | 賀國光中將 | 非憲兵科出身。 |
| 3    | 1943年3月15日－1950年2月1日   |      | 張 鎮中將  | 兼任南京首都衛戍司令及憲兵學校校長。 |
| 4    | 1950年2月20日－1954年9月1日   |      | 黃珍吾中將 | 非憲兵科出身。 |
| 5    | 1954年9月1日－1955年9月1日    |      | 羅友倫中將 | 非憲兵科出身， 陸軍步兵學校第一期畢業，後轉任國防部參謀次長及海軍陸戰隊司令。 |
| 6    | 1955年9月1日－1957年5月26日   |      | 劉煒中將   | 劉煒將軍 情況較為特殊為半步兵科與半憲兵科，黃埔軍校第四期步科畢、1931年入軍政部憲兵軍官講習班受訓。 |
| 7    | 1957年5月27日－1963年7月26日  |      | 尹俊中將   | 非憲兵科出身，1963年冬晉任陸軍二級上將，調任金門防衛司令部司令、陸軍副總司令，1970年夏出任台灣警備總司令、兼軍管區司令。1975年4月，調任總統府戰略顧問。 |
| 8    | 1963年7月26日－1965年3月25日  |      | 李運成上將 | 非憲兵科出身，陸軍軍官學校第六期步兵科，發布擔任憲兵司令後就晉升上將（和尹俊同一天晉升）。 |
| 9    | 1965年3月25日－1968年2月6日   |      | 吳輝生中將 | 憲兵科出身，陸軍官校第六期畢業，自排長到司令，長達三十七年。兒子吳東明是前總統府侍衛長。 |
| 10   | 1968年2月6日－1972年6月30日   |      | 王永樹中將 | 非憲兵科出身，後來擔任警備總司令部副總司令，國家安全局局長。 |
| 11   | 1972年7月1日－1974年1月26日   |      | 羅揚鞭中將 | 非憲科出身，在任期內因心臟病發作過世。 |
| 12   | 1974年1月27日－1975年1月24日  |      | 汪敬煦中將 | 非憲兵科出身，中央陸軍軍官學校第十四期工科，工兵學校（普）第九期。後任國防部情報局局長、臺灣警備總司令部司令、國家安全局局長、中華航空事業發展基金會董事長、總統府參軍長等職。 |
| 13   | 1975年1月25日－1978年8月31日  |      | 孟述美中將 | 非憲兵科出身，陸軍步兵科，後接任退輔會副主任委員。 |
| 14   | 1978年9月－1984年6月30日      |      | 劉罄敵中將 | 憲兵科出身，後接任國家安全局副局長。 |
| 15   | 1984年7月1日－1985年4月30日   |      | 柏隆鑎中將 | 非憲兵科出身，後接任陸軍增設副總司令。 |
| 16   | 1985年5月1日－1989年12月4日   |      | 周仲南中將 | 非憲兵科出身，陸軍炮兵科畢業。後升任警備總司令。 |
| 17   | 1989年12月5日─1992年7月31日   |      | 王若愚中將 | 非憲兵科出身，陸軍炮兵科畢業。後升任第一任海巡司令兼軍管區司令。 |
| 18   | 1992年8月1日─1996年6月30日    |      | 曹文生中將 | 非憲兵科出身，陸軍炮兵科畢業。後升任陸軍副總司令，總政治作戰部上將主任。 |
| 19   | 1996年7月1日─1998年3月31日    |      | 王詣典中將 | 非憲兵科出身，曾擔任總統府侍衛長，後調任陸軍六軍團司令。 |
| 20   | 1998年4月1日─2001年8月31日    |      | 楊雨村中將 | 憲兵科出身，曾擔任憲兵學校少將校長， |
| 代理 | 2001年9月1日－2002年2月16日   |      | 邱忠男中將 | 代理司令，曾擔任憲兵學校少將校長、接任過國家安全局特勤中心中將副指揮官。 |
| 21   | 2002年2月17日─2004年5月31日   |      | 余連發中將 | 非憲兵科出身，本是義務役士兵，經部隊長官保薦陸軍士官學校（今陸軍專科學校），後再保薦陸軍官校六十二年班砲兵科，首位士兵、士官出身的臺籍二級上將，原為總統府侍衛長，後調任國防部軍事情報局局長，後又調後備司令部升任二級上將，任期屆滿後調任總統府戰略顧問，也是末代後備二級上將司令。也是首位臺灣本省籍出身。 |
| 22   | 2004年6月1─2006年3月31日      |      | 沈世籍中將 | 憲兵科出身，曾擔任憲兵學校少將校長、軍事情報局局長（2006年1月，空軍警衛營移編交憲兵司令部），後接任陸軍司令部副司令。 |
| 23   | 2006年4月1日－2007年5月31日   |      | 盧台生中將 | 憲兵科出身，曾擔任憲兵學校少將校長、接任聯勤司令部中將副司令。 |
| 24   | 2007年6月1日－2009年5月31日   |      | 何雍堅中將 | 憲兵科出身，後轉任後備司令部中將副司令。也是第二位臺灣本省籍出身。 |
| 25   | 2009年6月1日－2011年5月16日   |      | 李翔宙中將 | 非憲兵科出身，陸軍砲兵科，由陸軍中將轉任（原國防大學副校長），調任陸軍上將副參謀總長，於2011年7月調任陸軍司令，再調任國家安全局局長，總統府國策顧問，退輔會主任委員。 |
| 代理 | 2011年5月17日－2011年6月30日  |      | 高耀斌中將 | 代理司令 |
| 26   | 2011年7月1日－2012年3月31日   |      | 張慶翔中將 | 非憲兵科出身，陸軍步兵科，前擔任金防部指揮官陸軍中將。跳傘紀錄高達70次以上，超越傘兵徽上有三顆梅花50次以上的紀錄。 |
| 27   | 2012年4月1日－2012年12月31日  |      | 吳應平中將 | 憲兵科出身，陸軍官校正期班47期（六十七年班）。先後進修完成陸軍指參學院、戰爭學院深造教育，並歷任憲兵204、202指揮部指揮官、憲兵司令部少將參謀長及憲兵學校少將校長、並晉升憲兵司令部中將副司令及國家安全局特勤中心中將副指揮官等重要職務。                                                                     |

### 指揮官
憲兵總主官軍階（中將）不變，但職位名稱變更為指揮官，為了區辨各地區指揮部指揮官，會俗稱大指揮官或總指揮官。憲兵總指揮官不一定是憲兵本科出身，由國防部呈報人事令名單予總統府，總統指派最佳人選，均為陸軍中將。
| 任次 | 任期                          | 圖像 | 姓名       | 備註 |
| ---- | ----------------------------- | ---- | ---------- | --- |
| 1    | 2013年1月1日－2015年9月30日   |      | 吳應平中將 | 原憲兵司令，隨組織法降編調整，改稱為指揮官或副指揮官一職。 |
| 2    | 2015年10月1日－2018年8月31日  |      | 許昌中將   | 憲兵科出身，中央警官學校犯罪防治組碩士80年班畢業，原任特勤中心，因原指揮官吳應平中將屆齡退休，以及因應2016年中華民國總統大選而拔升。2016年3月在任期間爆發中華民國憲兵扣押戒嚴時期文獻案。 |
| 3    | 2018年9月1日 － 2019年6月1日  |      | 莫又銘中將 | 憲兵司令部改制為指揮部首任非憲兵科出身總指揮官，砲兵科出身，曾任陸軍十軍團指揮官。 |
| 4    | 2019年6月1日－2019年7月28日   |      | 鍾樹明中將 | 非憲兵科出身，砲兵科，後升任陸軍司令。 |
| 代理 | 2019年7月29日－2019年7月31日  |      | 馮毅少將   | 憲兵科出身，副指揮官代理，2016年3月擔任憲兵指揮部參謀長期間爆發中華民國憲兵扣押戒嚴時期文獻案。                                                                                           |
| 5    | 2019年8月1日－2021年11月30日  |      | 黃金財中將 | 非憲兵科出身，由陸軍第六軍團指揮官調任，後升任陸軍副司令，在任期間將憲兵制度完全陸軍化。                                                                                                  |
| 6    | 2021年12月1日－2023年11月30日 |      | 周廣齊中將 | 憲兵科出身，自國家安全局特種勤務指揮中心副指揮官調任，2023年12月1日零時屆齡退伍生效。 |
| 7    | 2023年12月1日－               |      | 鄭禎祥中將 | 憲兵科出身，自國家安全局特種勤務指揮中心執行長升任。 |

### 高階主官
| 副司令（中將缺） - 史葳林中將：1978年－1980年10月 - 張鎮： - 陳毓亮： - 施光宗： - 王文甫：1982年8月16日－1987年12月31日 - 雷賓雲： - 湯先智：1988年1月－1991年2月 - 沈富生：1991年2月－1996年6月30日 - 楊雨村：1996年7月1日－1998年3月31日 - 邱忠男：1998年4月1日－2001年8月31日 - 江昭麟： - 陳六郎： - 陳筑藩：另見潛伏於中華民國國軍中的中共間諜列表 - 沈世籍：2004年3月31日－2004年5月31日 - 何澎生：2004年6月1日－2007年9月20日 - 吳應平：2007年9月21日－2009年10月31日 - 高耀斌：2009年11月1日－2012年12月31日 副指揮官（少將缺） ※憲兵副主官軍階降編為一星少將，職位名稱改稱為副指揮官。 - 許昌：2013年1月1日－2014年10月30日 - 高甯松：2014年11月1日－2015年11月30日 - 周廣齊：2016年1月6日－2018年2月28日 - 馮毅：2018年4月2日－2020年3月 - 夏德宇：2021年4月7日－2023年3月31日 - ：2023年7月1日－ | 參謀長（少將缺） - 王文甫：1980年8年16日－1982年8月15日 - 施光宗： - 張子平： - 龔維朗： - 趙守文： - 梁培荷： - 褚道培： - 楊雨村： - 邱忠男： - 沈世籍：2001年4月26日－2004年3月31日 - 何澎生：2004年4月1日－2004年5月31日 - 蔡森豪：2004年6月1日－2006年10月2日 - 吳應平：2006年12月29日－2007年5月31日 - 高耀斌：2007年8月9日－2009年10月31日 - 許昌：2009年11月1日－2012年12月31日 - 高甯松：2013年1月1日－2014年10月30日 - 周廣齊：2015年1月1日－2016年1月5日 - 馮毅：2016年1月1日－2018年4月2日 - 夏德宇：2018年5月1日－2019年5月31日 - 鄭禎祥：2019年6月1日－2019年8月31日 - 陳致航：2019年9月1日—2021年11月30日 - ：2021年12月1日一2023年6月30日 - 呂正芳：2023年7月1日－現任 |

| 二0一指揮部指揮官（少將缺） 1996年8月裁撤憲兵第201指揮部 - 第一任：何承先 - 第二任：戴啟宏 - 第三任：史葳林少將1971年11月－1974年4月 - 第四任：施光宗 - 第五任：張子平 - 第六任：王文甫 1977年2月6日－ - 第七任：鄭振墉 - 第八任：馮元修 - 第九任：李佐援 - 第十任：江昭麟 - 第十一任：楊耀光 - 第十二任：師維德 - 第十三任：盧台生 | 二0二指揮部指揮官（少將缺） - 史葳林少將： - 湯先智： - 劉大鵬： - 張齊漢：－ - 劉亦春：1971年11月－1974年9月 - 石民：－ - 蕭重光：－ - 沈世籍：－ - 何澎生：2000年9月7日－2001年4月23日 - 何雍堅：2002年3月1日－2004年4月15日 - 蔡森豪：2004年4月16日－2004年5月31日 - 吳應平：2004年7月1日－2006年11月28日 - 王倫輝：2007年1月3日－2009年7月21日 - 陳雙環：2009年11月8日－2009年12月29日 - 高甯松：2010年1月3日－2012年12月31日 - 周廣齊：2013年1月18日－2014年12月31日 - 馮毅：2015年1月1日－2016年1月5日 - 夏德宇：2016年1月6日－2018年4月30日 - 鄭禎祥：2018年5月1日－2019年5月31日 - ：2019年6月1日－2021年11月30日 - 陳致航：2021年12月1日－2025年5月31日 - 張純志：2025年6月1日－現任 |

| 二0三指揮部指揮官（上校缺-少將缺-上校缺-少將缺） - 褚道培： - 張子平： - 馮元修： - 沈富生： - 盧台生： - 孫若凌：2000年1月31日－2000年9月17日 - 夏發印：2001年10月24日－2004年9月2日，前擔任二〇五指揮部副指揮官。 - 洪源在：2005年1月1日－2006年9月26日，前擔任憲兵司令部人事軍務處處長。 - 李治安：2007年8月10日－2013年10月31日 - 吳雲國：2013年10月31日－2015年 - 鄭禎祥：2016年-2017年11月30日 - 文念宗：2017年12月1日－ - 張純志：2019年10月－2025年5月31日 | 二0四指揮部指揮官（上校缺-少將缺-上校缺-少將缺） - 王文甫：1973年1月11日－1977年2月5日 - 薄玉山： - 蕭瑞炎：1988年－ - 劉大鵬： - 趙秀慈：1995年7月31日－ - 何雍堅：2000年7月1日－2002年2月28日 - 吳應平：2002年3月1日－2004年6月30日 - 王倫輝：2004年7月1日－2006年7月1日 - 許昌：2006年12月28日－2009年11月30日 - 董天龍：2009年12月1日－2012年7月31日 - 馮毅：2012年8月1日－2014年12月31日 - 夏德宇：2015年1月1日－2015年12月31日 - 金志明：2016年1月1日－2017年7月31日 - ：2017年8月1日－2019年5月31日 - 成家麒：2019年6月1日- 2024年5月31日 - 文念宗：2024年6月1日- |

| 二〇五指揮部指揮官（上校缺） - 楊雨村： - 邱忠男：1990年－ - 于趾海： - 蕭重光： - 沈世籍：－1999年 - 丁念慈： - 余鯤生： - 陳良瀚：1999年9月21日－2000年11月2日 - 蔡森豪：2002年12月4日－2003年3月22日 - 高耀斌：2005年1月1日－2007年5月4日 - 洪源在：2007年6月1日－2007年9月20日 - 高甯松：2008年1月19日－2010年1月31日 - 巫安德：2010年6月10日－2015年10月30日（轉任逢甲大學軍訓室主任） - 顏忠恕：2015年11月1日－2015年11月19日（上校 副指揮官代理） - 陳致航：2015年11月20日－2018年5月30日 - 李春友：2018年5月31日－2019年10月 - 文念宗：2019年10月－2020 - 袁昱舟：2020－2021 - 李春友：2021年－2022年11月11日 - 呂正芳：2022年11月12日－2023年 - 李正義：2023年－現任 |

## 憲兵甄選標準
由於憲兵身兼軍事及軍、司法警察身份，且為鞏固政府中樞、衛戍京畿之主力部隊，因此憲兵組成來源與其他軍種以役男抽籤產生的方式大不相同，而是採取甄選的方式產生。在所有抽籤抽到陸軍軍種役男還沒抽籤之前，就以嚴格標準將符合憲兵甄選標準資格的新兵挑選出來，於陸軍新訓第二周開始抽籤，中籤者於新訓中心結訓後，進入憲兵訓練中心進行為期四個月之憲兵專長教育（其他未中籤者則回歸陸軍），結訓後方可進入憲兵部隊。
由於憲兵部隊甄選嚴格，因此一般社會大眾便將所有憲兵以三軍楷模視之，而中華民國役男也多以能入選憲兵為榮。事實上，也正因為每個憲兵皆通過嚴格標準的篩選，憲兵成員也以三軍楷模自詡。

### 憲兵甄選標準
- 無前科案例紀錄者。
- 家世清白：家族成員，直系親屬三代皆無前科記錄者。
- 身高：男170至190公分，女160至175公分[註 1]。
- 身體質量指數(BMI)：男18至32，女17至24；計算公式為體重（公斤）除以身高（公尺）平方。
- 視力：兩眼祼視各在0.2以上，或經矯正視力達1.0以上，兩眼眼鏡度數含1/2散光在六屈光度（配鏡度數600）及無辨色力異常（色盲、色弱）者。
- 曾經實施近視角膜手術(RK、ALK、PRK、LASIK)者，需實施1年以上，經體格檢查無後遺症者。
- 高學歷知識份子：無明訂標準，需為學歷較高者[註 1]。
- 面貌清秀，且無顏面傷殘（胎記、疤痕）、青蛙腿、扁平足、斷指、穿耳洞等明顯因素，及身體任何部分無刺青（紋身）者。

## 憲兵標誌與佩章

### 憲兵旗

憲兵團級單位旗（1934年～1935年）
憲兵團級單位旗（1935年～1953年）
憲兵團級單位旗（1953年～1961年）
憲兵單位旗（1961年～1964年）
憲兵單位旗（1964年～1986年）
憲兵單位旗（現行）

- 1934年，國民政府核准軍政部呈報修訂陸軍軍旗條例，各兵科以陸軍旗為基底，將旗地改以兵科色做為單位旗（當時憲兵科以淺紅色為兵科色），並於近旗桿側白幅書寫番號[26]，憲兵司令部除於白幅書寫「憲兵司令部」字樣，另於旗上加懸黃色等腰三角形小旗、中嵌紅色「憲」字。此時軍旗縱橫比為3:4。
- 1935年，國民政府核准軍政部呈報修訂陸軍軍旗條例，旗式內容不變，僅將尺寸及縱橫比修改為7:8。[26]
- 1953年，陸軍軍旗條例經立法院三讀通過、總統公布實施，取消原兵科色旗地之設計，統一使用紅色，憲兵單位因此使用與其他陸軍單位相同的軍旗。
- 1961年，憲兵司令部設計「藍色旗地、中置獬豸」的軍種旗及單位旗呈報國防部核定，但未獲國防部同意，國防部另設計「藍色旗地、中嵌以嘉禾環繞之憲兵科徽」之憲兵單位旗，然而此時所用的憲兵科徽是大陸撤退前的舊式圖樣。
- 1964年，國防部印頒「陸海空軍軍旗圖說」，將憲兵科徽修正為現行圖樣。
- 1986年，總統公布「陸海空軍軍旗條例」，至此憲兵終於有專用的軍種旗，單位旗也同時更改為軍種旗樣式。

### 官階旗

陸軍中將旗 （憲兵指揮官）
陸軍少將旗 （憲兵副指揮官、參謀長）
陸軍上校旗 （地區指揮官）

### 憲兵徽
- 青天白日國徽代表憲兵對國家的赤枕與忠貞
- 荷花代表憲兵任務的神聖出淤泥而不染
- 國花梅花代表憲兵不屈不撓堅毅不拔的精神
- 嘉禾代表國運昌隆祥瑞氣象

### 領章
由童軍徽及憲兵執行任務用之兵器、刑具及法律所組成，代表憲兵之精神與任務。憲兵軍士官大多都配戴憲兵兵科領章（肩章），但少數因受專長訓練而配備不同兵科如化學、財務、經理、行政、政戰等。
- 童軍徽隱喻具備智、仁、勇三達德，代表憲兵為民服務竭盡心力。
- 書籍代表憲兵執法之依據：六法全書。
- 雙槍：革命之武力，執行保國衛民、護衛領袖之神聖使命。
- 繩穗：又名捕繩（戒具），代表憲兵執法之權利與義務。

### 臂章

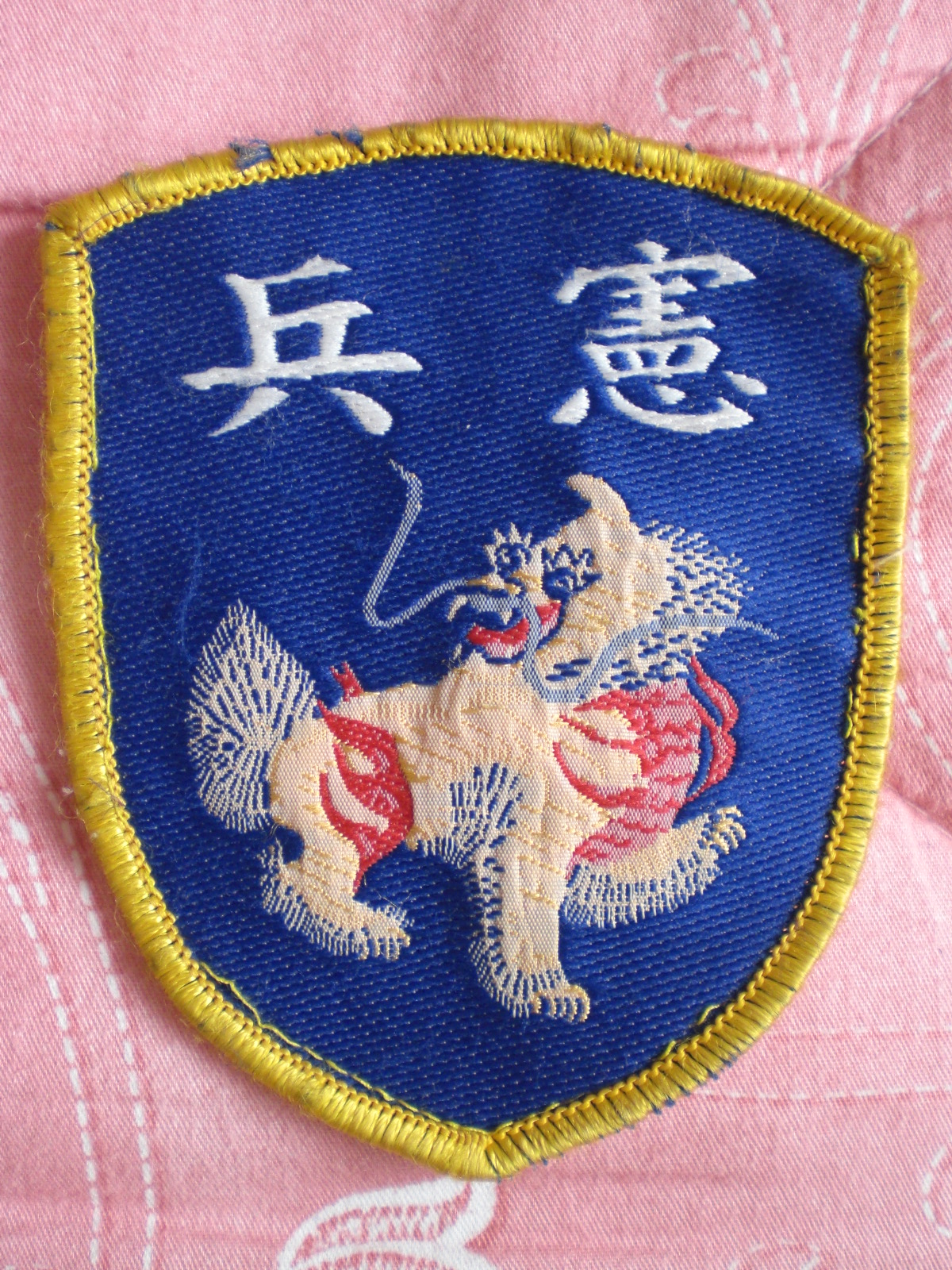
憲兵臂章

憲兵之象徵物為獬豸，為中華民國唯一擁有象徵物之兵科，憲兵軍服右臂都佩有獬豸臂章。憲兵學校臂章為「誠實」二字及校徽。

### 帽徽與帽飾
憲兵大盤帽帽徽（與陸軍共用，但帽徽底色為橄欖色）

憲兵一等士官長、中校以上高級軍官之帽飾（與陸軍共用，但帽簷底色為棕色）

### 中華民國憲兵階級章

#### 軍官
| 北约代碼 | OF-10             | OF-9                              | OF-9                         | OF-8                       | OF-7                  | OF-6       | OF-5            | OF-4                       | OF-3          | OF-2            | OF-1                     | OF-1                      | OF(D)  |
| -------- | ----------------- | --------------------------------- | ---------------------------- | -------------------------- | --------------------- | ---------- | --------------- | -------------------------- | ------------- | --------------- | ------------------------ | ------------------------- | ------ |
| 階級標示 | 已廢止            | 憲兵體系無此軍階                  | 憲兵體系無此軍階             |                            |                       | 未設置     |                 |                            |               |                 |                          |                           |        |
| 軍階     | 特級上將 （五星） | 一級上將 （四星）（Full general） | 二級上將 （三星）（General） | 中將（Lieutenant general） | 少將（Major general） | 准將／大校 | 上校（Colonel） | 中校（Lieutenant colonel） | 少校（Major） | 上尉（Captain） | 中尉（First lieutenant） | 少尉（Second lieutenant） | 軍校生 |

#### 士官與士兵
| 北约代碼 | OR-9                                      | OR-8                                       | OR-7                                      | OR-6                   | OR-5             | OR-4             | OR-3                         | OR-2                          | OR-1              |
| -------- | ----------------------------------------- | ------------------------------------------ | ----------------------------------------- | ---------------------- | ---------------- | ---------------- | ---------------------------- | ----------------------------- | ----------------- |
| 階級標示 |                                           |                                            |                                           |                        |                  |                  |                              |                               |                   |
| 軍階     | 一等士官長（First class master sergeant） | 二等士官長（Second class master sergeant） | 三等士官長（Third class master sergeant） | 上士（Staff sergeant） | 中士（Sergeant） | 下士（Corporal） | 上等兵（Private specialist） | 一等兵（Private first class） | 二等兵（Private） |

- 參謀本部組織法第四條規定，參謀總長降編為三星二級上將，二名副參謀總長為中將，但四星上將官階仍然保留（陸海空軍軍官士官任官條例第二條仍維持「一級上將」），如遇重大功績或戰事爆發可由總統任命晉升（第七條一項三款）。國軍承平時期最後一任四星一級上將為已故參謀總長沈一鳴空軍一級上將。

## 憲兵裝備

### 裝甲車
| 載具                | 產地     | 型號 | 數量 | 備註 |
| ------------------- | -------- | ---- | ---- | ---- |
| V-150S裝甲車        | 美国     |      |      |      |
| Humvee 悍馬車       | 美国     |      |      |      |
| CM-32雲豹裝甲運兵車 | 中華民國 |      |      |      |
| CM-33雲豹裝甲指揮車 | 中華民國 |      |      |      |
| CM-34雲豹步兵戰鬥車 | 中華民國 |      |      |      |

### 全地形偵搜車
| 載具                    | 產地     | 型號 | 數量 | 備註 |
| ----------------------- | -------- | ---- | ---- | ---- |
| MXU-150 ATV全地形偵搜車 | 中華民國 |      |      |      |

### 重兵器

#### 鏈炮
| 武器名稱          | 產地 | 備註                    |
| ----------------- | ---- | ----------------------- |
| Mk 44巨蝮二式鏈炮 | 美国 | CM-34雲豹步兵戰車之裝備 |
| M230LF鏈炮        | 美国 | 已規劃採購              |

### 輕兵器

#### 手槍
| 武器名稱   | 產地     | 備註       |
| ---------- | -------- | ---------- |
| T51K1 手槍 | 中華民國 | －         |
| T75/K3手槍 | 中華民國 | －         |
| T97手槍    | 中華民國 | 少量配發   |
| HK USP     | 德国     | 特勤隊使用 |
| 克拉克17   | 奥地利   | 特勤隊使用 |

#### 步槍
| 武器名稱      | 產地     | 備註                             |
| ------------- | -------- | -------------------------------- |
| T65K2突擊步槍 | 中華民國 | －                               |
| T91戰鬥步槍   | 中華民國 | －                               |
| T112戰鬥步槍  | 中華民國 | 與陸軍2025年度起編列預算採購換裝 |
| CAR-15卡賓槍  | 美国     | 特勤隊使用                       |
| M4A1卡賓槍    | 美国     | 特勤隊使用                       |
| CM4步槍       | 美国     | 特勤隊使用                       |

#### 霰彈槍
| 武器名稱                | 產地   | 備註         |
| ----------------------- | ------ | ------------ |
| 雷明登870泵動式霰彈槍   | 美国   | －           |
| 莫斯伯格500泵動式霰彈槍 | 美国   | －           |
| 伯奈利M3 Super 90       | 義大利 | 特勤隊使用   |
| 伯奈利M4 Super 90       | 義大利 | 特勤隊使用   |
| 弗蘭基SPAS-12           | 義大利 | 特勤隊使用。 |

#### 衝鋒槍
| 武器名稱    | 產地     | 備註       |
| ----------- | -------- | ---------- |
| T77衝鋒槍   | 中華民國 | －         |
| MP5A5衝鋒槍 | 德国     | －         |
| 柯爾特RO991 | 美国     | 特勤隊使用 |

#### 狙擊步槍
| 武器名称           | 產地     | 備註       |
| ------------------ | -------- | ---------- |
| 巴雷特M82狙擊步槍  | 美国     | －         |
| T93狙擊步槍        | 中華民國 | －         |
| M24 SWS            | 美国     | 特勤隊使用 |
| SIG Sauer SSG 3000 | 瑞士     | 特勤隊使用 |
| HK PSG1            | 德国     | 特勤隊使用 |

#### 榴弹發射器
| 武器名稱                         | 產地     | 備註 |
| -------------------------------- | -------- | ---- |
| MGL-140 40公厘輪轉式榴彈發射器   | 南非     | －   |
| T85榴彈發射器                    | 中華民國 | －   |
| Mk 19 Mod 3榴弹机枪（40榴弹枪）  | 美国     | －   |
| T91 40mm自動榴彈機槍（40榴弹枪） | 中華民國 | －   |
| M203榴彈發射器                   | 美国     | －   |

#### 手榴彈
| 武器名称   | 產地 | 備註 |
| ---------- | ---- | ---- |
| Mk 2手榴彈 | 美国 | －   |
| M67手榴彈  | 美国 | －   |

#### 機槍
| 武器名稱       | 產地     | 備註 |
| -------------- | -------- | ---- |
| T75班用機槍    | 中華民國 | －   |
| T74排用機槍    | 中華民國 | －   |
| 白朗寧M2重機槍 | 美国     | －   |

#### 非致命性武器
| 武器名稱 | 產地     | 備註 |
| -------- | -------- | ---- |
| 電擊槍   | 中華民國 | －   |
| 電網槍   | 中華民國 | －   |
| 伸縮警棍 | 中華民國 | －   |
| 電擊棒   |          | －   |
| 短棍     |          | －   |
| 辣椒水   |          | －   |

#### 迫擊炮
| 武器名稱           | 產地     | 備註 |
| ------------------ | -------- | ---- |
| T-75 60毫米迫擊炮  | 中華民國 | －   |
| T-75 81毫米迫擊炮  | 中華民國 | －   |
| T-63 120毫米迫擊砲 | 中華民國 | －   |

#### 反坦克火箭筒
| 武器名稱                                      | 產地     | 備註 |
| --------------------------------------------- | -------- | ---- |
| 國造一式六六公厘戰防火箭（仿製美造M72火箭筒） | 中華民國 | －   |
| 紅隼反裝甲火箭                                | 中華民國 | －   |
| AT4反坦克火箭筒                               | 瑞典     | －   |

#### 反坦克飛彈
| 武器名稱        | 產地 | 備註                                           |
| --------------- | ---- | ---------------------------------------------- |
| FGM-148標槍飛彈 | 美国 | 與中華民國海軍陸戰隊陸戰六六旅共用於衛戍臺北市 |

#### 野戰防空飛彈
| 武器名稱       | 產地 | 備註   |
| -------------- | ---- | ------ |
| FIM-92刺針飛彈 | 美国 | 肩射型 |

## 憲兵介紹
- 中華民國憲兵重視體術。
- 憲兵與陸軍相同與相異處
  - 憲兵將官著軍禮服大衣時，領子左右各一枚凹下去的梅花，與陸軍將官相同。
  - 憲兵將官官階旗與陸軍相同，下面則是官階識別（少將為黃色一星）[註 2]。
  - 憲兵士官、軍官（少尉至上校）階之階級肩章皆為金黃色，上面皆印製憲兵科徽一枚，唯獨底色為橄欖色，（將官為橄欖綠底，黃線一星）。
  - 憲兵士兵等級臂章與陸軍相同，均有縫製梅花與等級，不同在陸軍軍常服底色為淺綠色、憲兵軍常服底色為黑色
  - 憲兵著迷彩服時，士兵等級臂章與陸軍相同均為深綠底色，梅花黑色、階級黑色，迷彩服的小帽與陸軍一樣均有國徽一枚。
  - 憲兵除了白色的防彈瓷盔、小帽的帽徽均以花瓣和國徽結合外，大盤帽帽徽均與陸軍相同。
  - 憲兵各類衣服都以卡其色為主，跟陸軍綠色有所不同。
    - 備註：憲兵雖然是陸軍兵科，與中華民國海軍陸戰隊屬海軍兵科相似，但不像海軍陸戰隊受海軍司令部管轄，而是由國防部憲兵指揮部管轄，在所有軍服（不含迷彩服）、帽徽等均有自己的圖騰與特色。憲兵方面是融合陸軍、軍事／司法警察的因素而產生部分相通與部分不同的特色。
- 憲兵與軍官、士官來源

憲兵屬陸軍之獨立兵科，除義務役預備軍官、義務役預備士官外，職業軍人的軍官方面就讀中華民國陸軍軍官學校、職業軍人的士官方面則就讀陸軍專科學校（前身陸軍高中），指揮官一職不一定是憲兵科，還有從陸軍步兵、陸軍砲兵、陸軍裝甲兵等官科調任。
- 憲兵任務
  - 中華民國憲兵[31]身兼軍事警察[32][33]及司法警察[34]身份，負責維護社會治安，執行軍法，維持軍隊紀律，但重點於偵辦軍人、軍事及軍民共犯之犯罪行為。
  - 憲兵服務協助中華民國陸軍、中華民國海軍、中華民國空軍之官、士、兵一切問題、及軍中非法行為檢舉。
  - 維護中華民國總統、中華民國副總統及親人、正副總統候選人、駐國外大使安全，衛戍中華民國首都（臺灣臺北市）[註 3]、中華民國總統府及其他重要政府機關、機場、港口及軍事基地，執行反恐任務，平時可支援中華民國警察維護治安，戰時亦可成為獨立戰鬥及後勤支援部隊。
  - 專司鞏衛中樞、負責城鎮戰鬥。
- 基本上中華民國憲兵分為特戰憲兵（即憲兵特勤隊）、特勤憲兵（主職責是保護國家正副元首及中央政府官員）、軍中憲兵（配駐於軍隊中負責維持軍紀及守衛重要機關要塞）、地區憲兵（駐防一般城鎮協助維持當地治安，但無實質之權力，一般地區憲兵隊雖對外稱司法警察權，除甲級憲兵隊外其餘憲兵隊均無對外系統，偵查案件仍須透過友軍，遇民眾報案無法立即處置）等，特戰憲兵則與特種部隊一樣，擅長潛入、狙擊、破壞與救援等任務。

## 憲兵精神
- 守衛憲法，建構信念。
- 發揚忠貞軍風，砥礪梅荷志節。
- 憲兵服行勤務時，應恪遵和平、勇敢、廉潔、慧敏之信條。
- 精神標竿以 「一日憲兵，終身憲兵」發揮光榮傳統的精神標竿，深深烙印在憲兵心田，同甘苦、共患難的革命情感，當卸下軍裝回歸社會的憲兵，仍以身為憲兵的一員為榮耀。

## 憲兵隊受理查緝軍法、司法案件

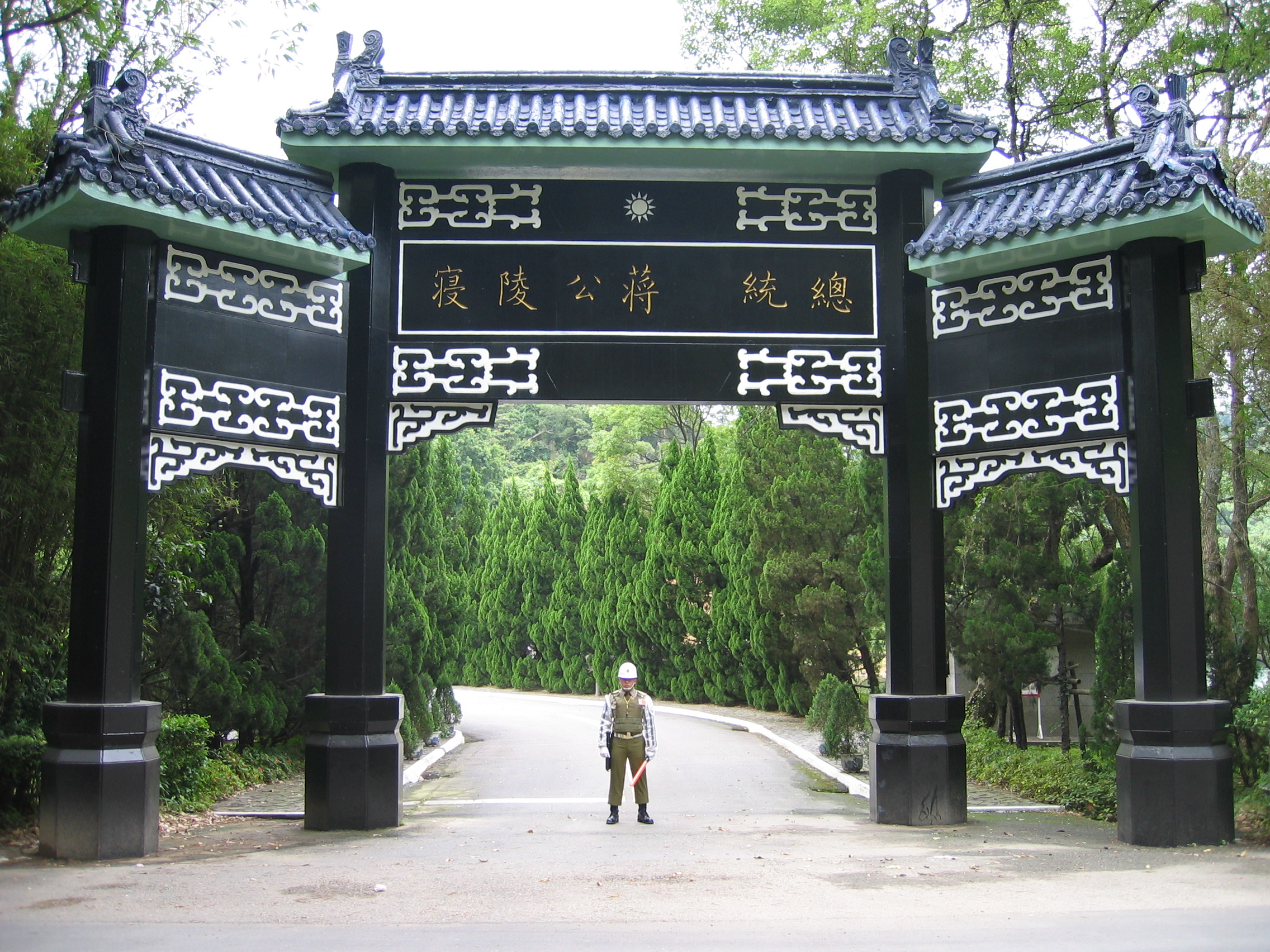
憲兵在慈湖陵寢正門值勤

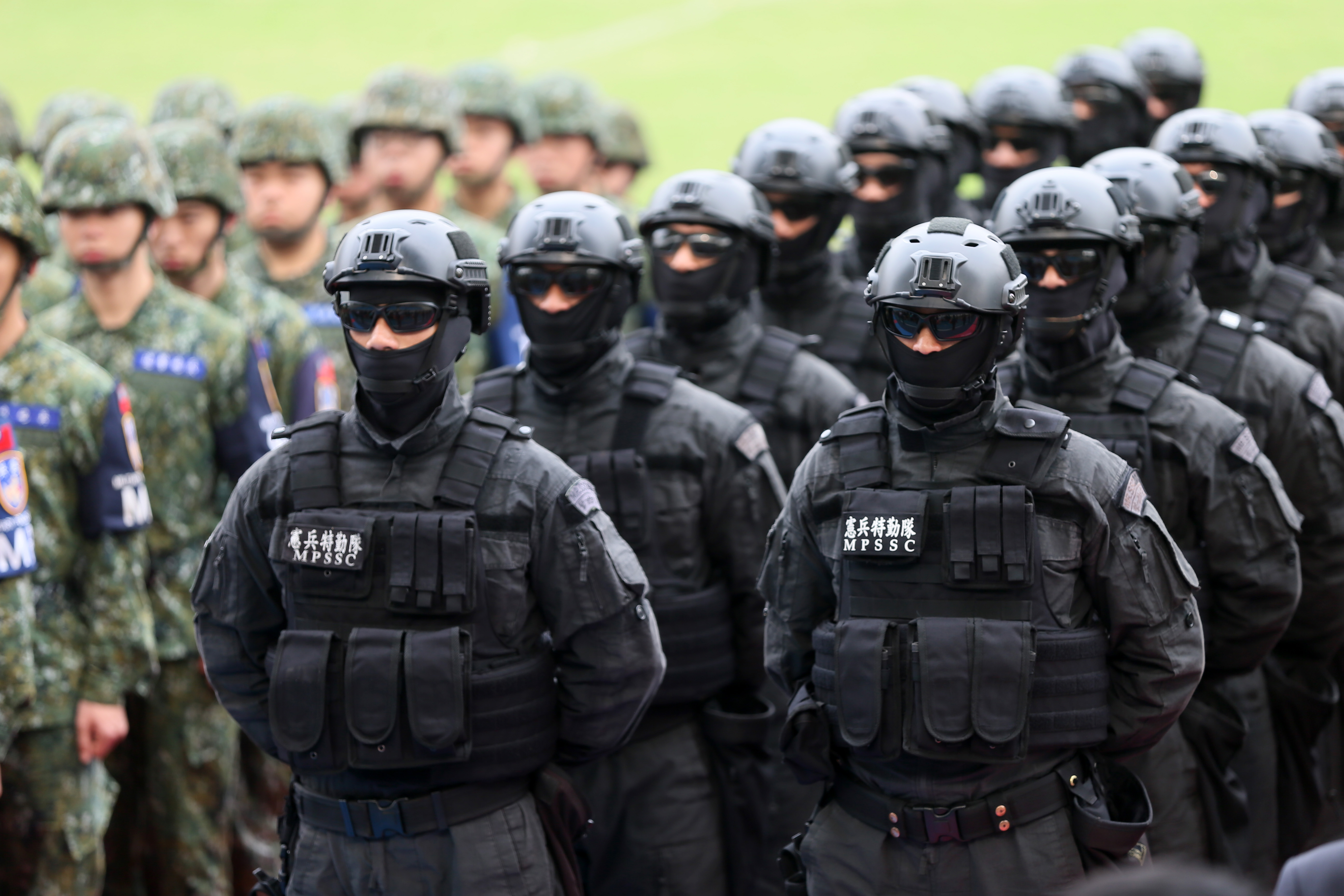
特勤隊隊員

- 依據《調度司法警察條例》第2—4條、《刑事訴訟法》第229—231條、《軍事審判法》第58—60條，憲兵有司法、軍法警察權。
- 軍法  
  - 軍車與民車車禍事故
  - 軍人在營（外）賭博、飲酒者 、竊取軍隊軍品者、吸取毒品者
  - 軍人在營（外）推動黨務、選舉期間助選者、參加政治活動、政論討論節目者
  - 軍人在外販賣軍隊軍品者、兼職、兼差者
  - 軍人在外不當行為者、有損國軍軍隊形象者
  - 軍人洩密有害國家安全者
  - 軍人觸犯軍法、司法案件行為者
- 司法[註 4][35]
- 受理刑事案件如槍械彈藥管制、組織犯罪、毒品危害控管、查緝走私偷渡案件等告訴、告發，
- 處理軍、民車，軍與軍車或營區車禍案件實施協處。
- 配合警方（執行春安工作等協警勤務）及協助地區居民治安巡查，防止及偵查犯罪，
- 為防止軍民糾紛，凡是軍人與民眾、軍人與軍人、軍眷與軍眷之間的糾紛（刑事案件調處限於告訴乃論之罪，非告訴乃論之罪案件僅限於民事案件之調處）
- 提供民眾認領遺失物及拾獲遺失物之保管。
- 與各地區警政及情治單位合作，執行治安維護、臨時路檢勤務、偵辦刑事案件、查緝逃逸外勞及逃兵
  - 受檢察官之命令調動憲兵隊員前往逮捕[註 5]
  - 實施戒嚴令，憲兵執行戒嚴事項：處理聚眾事件（抗議、暴動）、災害防處（民人犯法）、查洩密防匪諜、其他特定治安工作

## 憲兵指揮部受理軍人案件
- 官兵合法權益受到侵害
- 官兵個人受到不當處分或冤屈不平事件
- 官兵家屬應享受優待不受到侵害
- 官兵受性騷擾事件申訴
- 保防安全類反應

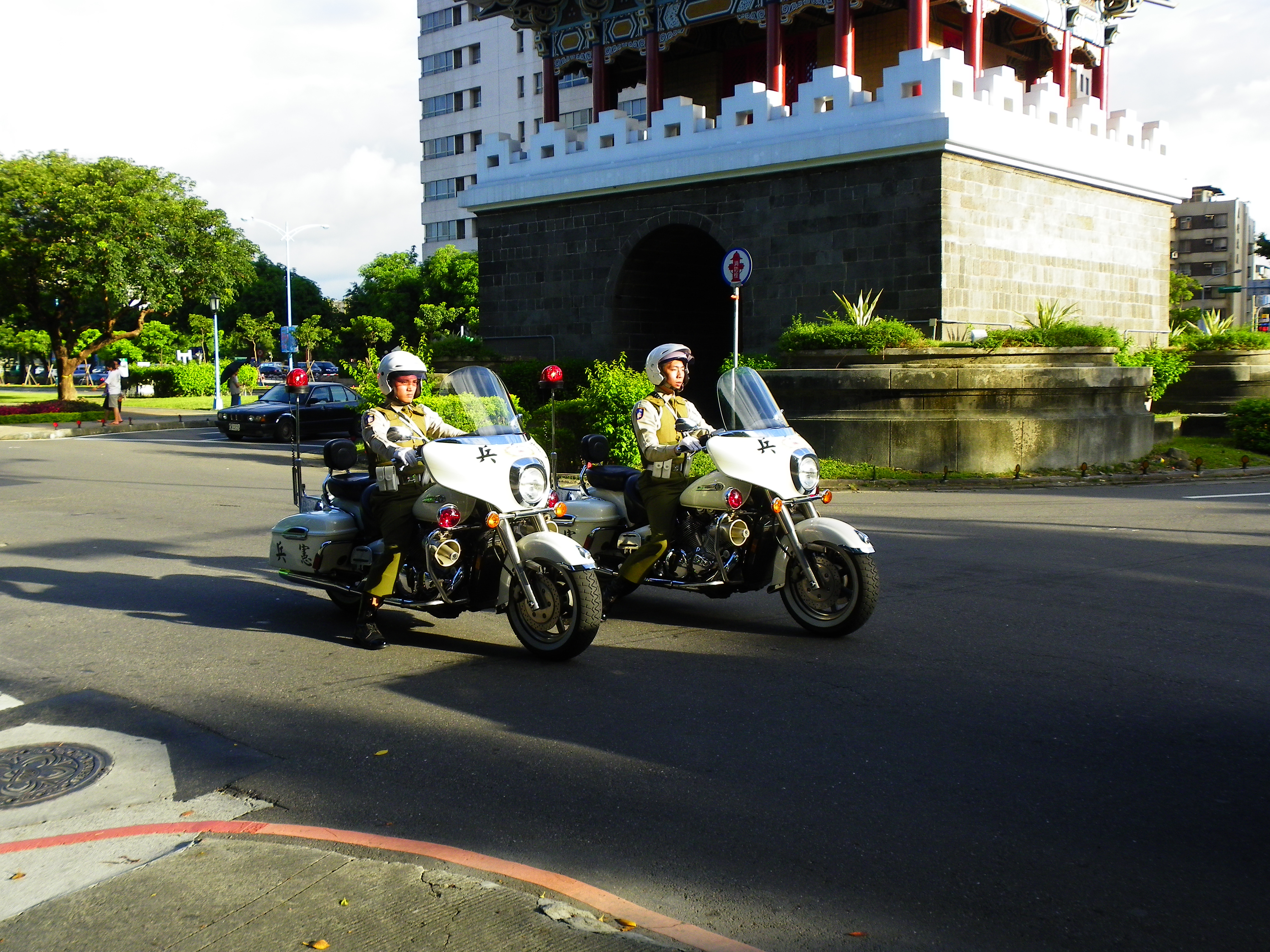
中華民國憲兵於臺北街道協助巡邏治安中

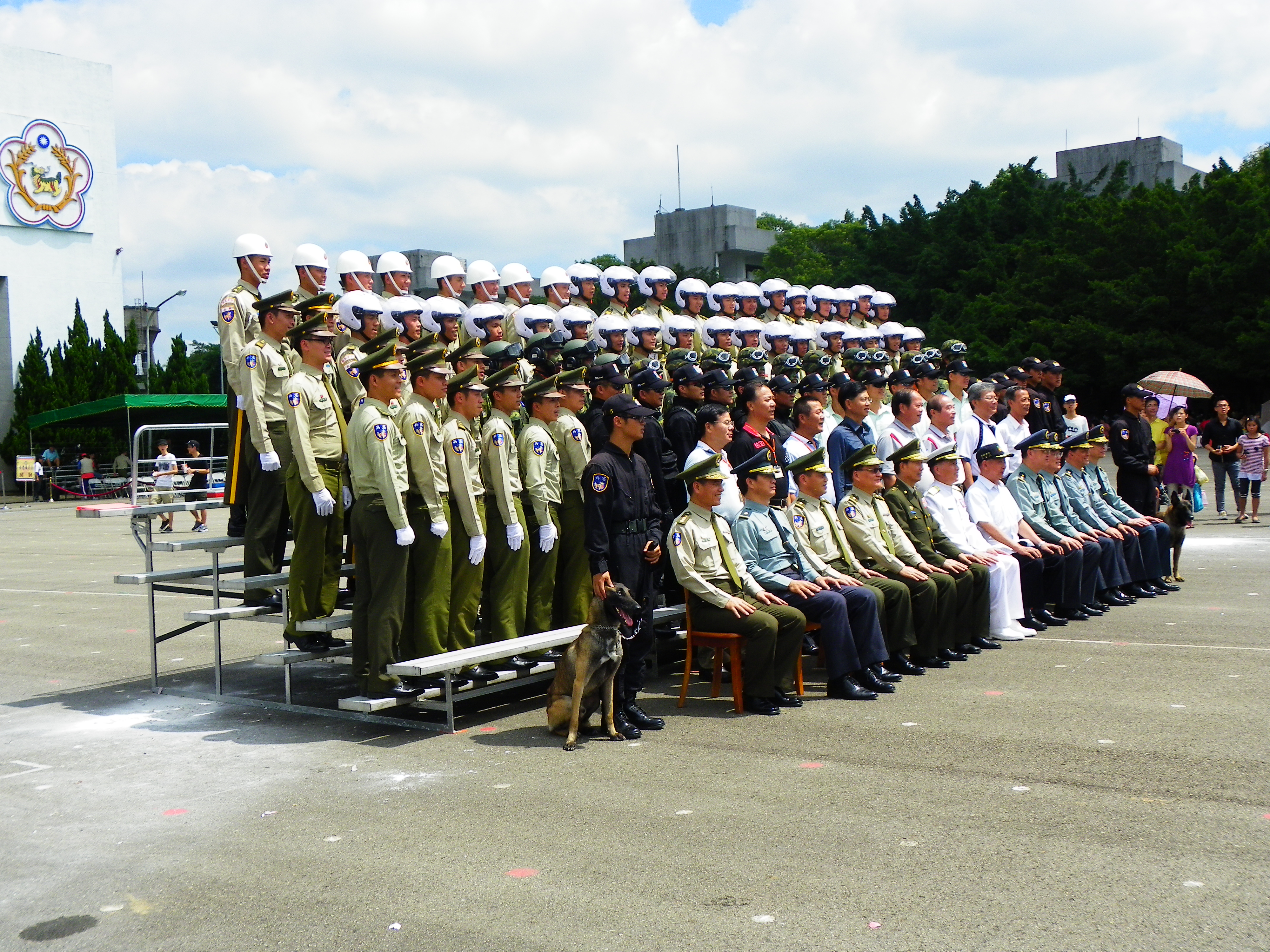
中華民國憲兵學校學生與時任國防部軍備副部長高廣圻上將合影留念

- 官兵與家屬接獲不明詐騙電話回應（反詐騙案件）
- 其他相關軍人事務諮詢服務

## 憲兵組織

### 國防部憲兵指揮部
憲兵指揮部設一席中將和六席少將共七席將官編制。
- 指揮官（中將）
- 副指揮官（少將）
- 參謀長（少將）
- 副參謀長（一位，上校）

### 內部單位
- 政治作戰室（主任，少將；副主任，上校）
- 督察室（主任，少將副指揮官兼任；副主任，上校）
- 人事軍務處（處長，上校）
- 軍事情報處（處長，上校）
- 警務處（處長，上校）
- 後勤處（處長，上校）
- 通信電子資訊處（處長，上校）
- 計畫處（處長，上校）
- 主計室（主任，上校）
- 勤務連（連長，少校）

### 直屬單位
- 憲兵訓練中心
- 憲兵指揮部刑事鑑識中心
- 憲兵指揮部警衛大隊
- 通資作業連
- 醫務所
- 憲兵特勤隊（MPSSC，泰山憲訓路）[註 6][36][37]

### 各地區憲兵指揮部
- 憲兵第202指揮部（指揮官，少將。唯一直屬參謀本部的憲兵指揮部）
  - 勤務支援連
  - 憲兵第211、229、332、261、262、263、264營
  - 憲兵砲兵第228營
  - 憲兵裝步第239營
  - 快速反應連（由指揮部勤務支援連警衛排擴大整編，前身為憲兵司令部機車連）
  - 臺北憲兵隊
  - 士林憲兵隊

- 憲兵第203指揮部（指揮官，少將）
  - 勤務支援連
  - 苗栗憲兵隊
  - 臺中憲兵隊
  - 彰化憲兵隊
  - 南投憲兵隊
  - 雲林憲兵隊
  - 嘉義憲兵隊
  - 金門憲兵隊

- 憲兵第204指揮部（指揮官，少將）
  - 勤務支援連
  - 臺南憲兵隊
  - 高雄憲兵隊
  - 屏東憲兵隊
  - 花蓮憲兵隊
  - 臺東憲兵隊
  - 澎湖憲兵隊
  - 憲兵第651排

- 憲兵第205指揮部（指揮官，上校）
  - 勤務支援連
  - 新北憲兵隊
  - 基隆憲兵隊
  - 桃園憲兵隊
  - 新竹憲兵隊
  - 宜蘭憲兵隊
  - 馬祖憲兵隊
  - 憲兵第601連

## 後備憲兵
以支持中華民國政府政策、提倡善良社會風氣、辦理社會公益活動、聯繫後備憲兵及眷屬之情誼，並協力維護社會治安為宗旨。服務項目：

為凝聚後憲情感，擴大爭取向心，認同後憲組織，熱衷參與活動，各縣市後備憲兵荷松協會服務工作項目如后：

一、法律諮詢指導服務。
 二、協助解決疑難問題。
 三、災害病困慰助。
 四、推介工作資訊。
 五、後備軍人晉任建議。
 六、婚喪喜慶祝賀慰勉。

## 腳註
1. 1 2  因應義務役役期減少，導致甲種體格兵源不足，修正部份憲兵甄選標準，從2007年元旦起學歷：高中職以上皆可（但實務中絕大部份憲兵皆為大學以上學歷），身高：男170公分以上，經體能測試後直接進入抽籤程序（例外情況：於兵源缺乏之畢業淡季，有時不用經體能測驗直接進入抽籤程序），其餘不做更改以維護憲兵為軍司法警察之特性，其標準亦較一般警察為高。
2. ↑  依據中華民國陸海空軍軍旗條例施行細則第7條，本條例第六條所定之官階旗，為陸海空軍上校以上軍官官階識別之旗，第五、憲兵官階旗：旗式及其製作方法同陸軍官階旗。
3. ↑  中華民國政府遷臺早期因擔憂其他軍種會叛變之故，因此在臺灣臺北市僅有憲兵駐紮，此一傳統並延續至今；而憲兵為衛戍首都，有效遂行獨立作戰，如今業已發展成為具有大口徑火砲及裝甲車等重型武裝之國軍主力部隊，亦是唯一負責防衛臺灣臺北首都衛戍區之精銳王師。
4. ↑  因實施軍隊國家化，故現由憲兵偵辦之司法（民人）案件已逐漸減少，除非事涉大宗不法或其他重大刑事犯罪，否則大都交由內政部警政署處理，目前多數檢察官於偵辦重大刑事犯罪或與警察有關案件時，仍喜歡透過憲兵隊來進行偵辦。
5. ↑  近年來由於警察涉賄事件頻生，加以洩露案件偵辦進度予犯罪當事人之情狀叢起迭生，因此受檢察官命令調動憲兵隊偵辦司法案件之情形有逐年增加的趨勢。[來源請求]
6. ↑  憲兵夜鷹特勤隊（MPSSC）是中華民國目前唯一具有反劫機能力之陸海空三棲特種部隊。

## 外部鏈結
- 中華民國憲兵指揮部（页面存档备份，存于） （繁體中文）（英文）
- 97年度中華民國國防報告書 （繁體中文）（英文）